# 朱陽錧
樂陵宣懿王朱陽錧（1442年—1514年），明朝魯藩第二代樂陵王，樂陵恭惠王朱泰𡒊的嫡第二子。

## 生平
正統十二年（1447年）四月，獲賜名陽錧。景泰二年（1451年）五月，封鎮國將軍，獲賜誥命、冠服。成化六年（1470年）二月，樂陵恭惠王朱泰𡒊去世。成化八年（1472年）九月，朱陽錧襲封樂陵王。
朱陽錧曾聘請生員滕鎡教授三子朱當渮、朱當渿、朱當洅學業。滕鎡發現朱當渮、朱當洅二人的資質不及朱當渿，朱陽錧聽取滕鎡之言後屬意於朱當渿。朱當渮、朱當洅二人對此事頗為不忿，遂謀劃杖殺滕鎡。成化二十二年（1486年），事情敗露，朱當渮、朱當洅二人被削爵降為庶人。
弘治八年（1495年），朱陽錧奏請自備工料預修墳塋，明孝宗從之。正德九年（1514年）三月，朱陽錧去世，享年七十三歲，諡號宣懿。第三子朱當渿未襲爵即卒，朱當渿之子朱健概後襲爵。

## 家庭

### 妻妾
- 傅氏，初冊為鎮國將軍夫人，成化八年（1472年）九月冊為樂陵王妃[4]。

### 子孫
- 長子：朱當浣[8]
- 第二子：樂陵長子→庶人朱當渮[9]
  - 孫：朱健榠[10]
- 第三子：鎮國將軍→樂陵端簡王（追封）朱當渿
- 第四子：鎮國將軍→庶人朱當洅[9]
  - 孫：朱健槐[11]
  - 孫：朱健樟[12]
- 第五子：朱當涻[13]